# Ipomoea sinaica
Ipomoea sinaica är en vindeväxtart som beskrevs av Täckh. och Loutfy Boulos. Ipomoea sinaica ingår i släktet praktvindor, och familjen vindeväxter. Inga underarter finns listade i Catalogue of Life.